# کاوچن (شهرستان کوشچیان)
کاوچن (به لهستانی:  Kawczyn) یک روستا در لهستان است که در گمینا کوشچیان واقع شده‌است.
 کاوچن  ۱۵۴ نفر جمعیت دارد.